# Ulysses (New York)
Ulysses est une ville du comté de Tompkins, dans l'État de New York, aux États-Unis,. En 2010, elle compte une population de 4 900 habitants. La ville est nommée pour le héros de l'Odyssée.

## Démographie
Lors du recensement de 2010, la ville comptait une population de 4 900 habitants, tandis qu'en 2016, elle est estimée à 5 087 habitants.